# Ispagnac
Ispagnac is een gemeente in het Franse departement Lozère (regio Occitanie). De plaats maakt deel uit van het arrondissement Florac. Ispagnac telde op 1 januari 2022 897 inwoners.

## Geografie
De oppervlakte van Ispagnac bedroeg op 1 januari 2022 53,71 vierkante kilometer; de bevolkingsdichtheid was toen 16,7 inwoners per km². Het ligt vlak bij Florac

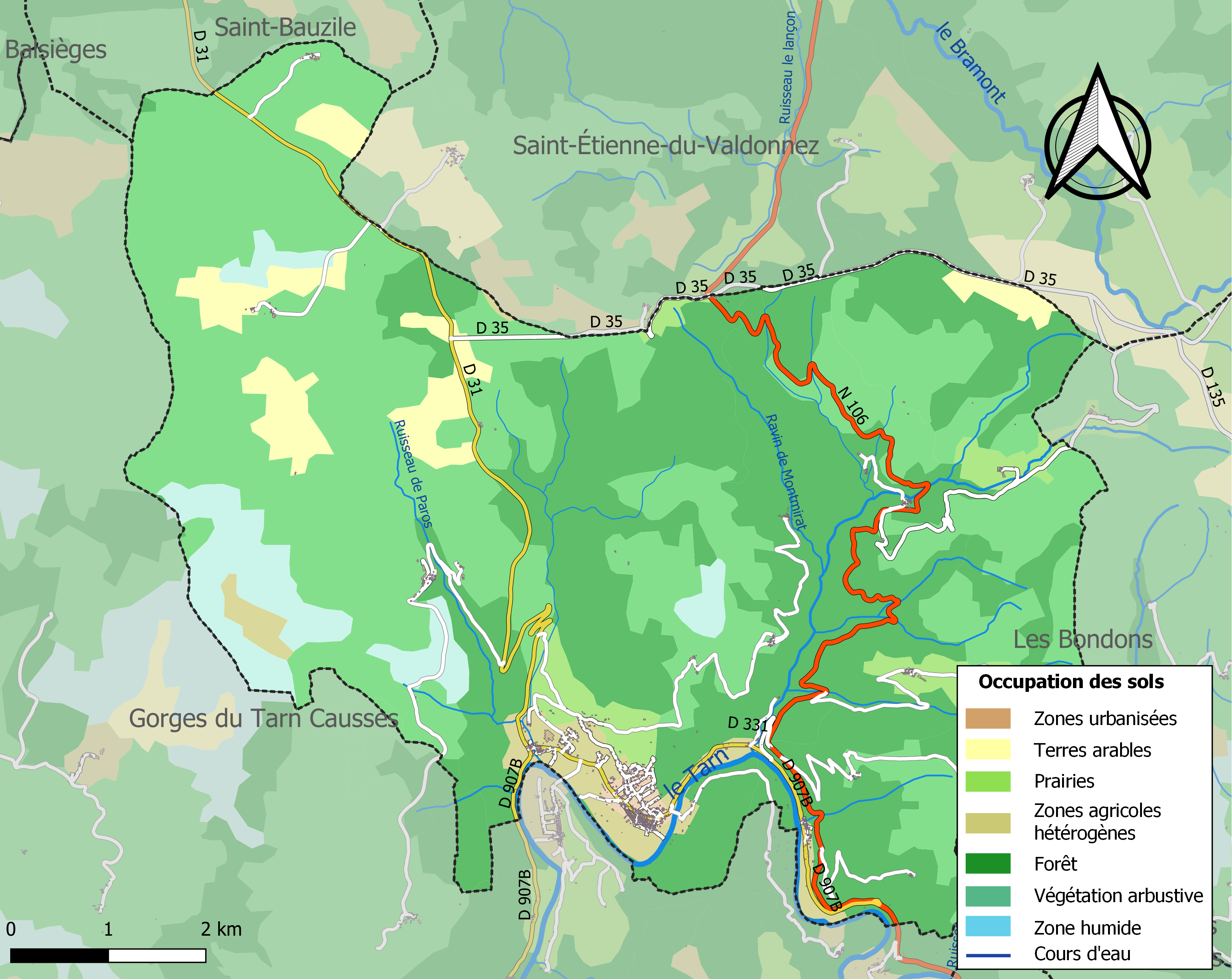
Kaart van de gemeente met de belangrijkste infrastructuur, bodemgebruik en omliggende gemeenten

## Bezienswaardigheden
Ispagnac ligt aan het begin van de Gorges du Tarn.

## Demografie
Onderstaande figuur toont het verloop van het inwonertal (bron: INSEE-tellingen).